# Crammed Discs
Crammed Discs is een Belgisch onafhankelijk platenlabel , gevestigd in Brussel dat gespecialiseerd is in wereldmuziek, rock, hiphop en elektronica. Het label bracht reeds meer dan 500 platen uit.

## Geschiedenis
Het label werd in 1981 opgericht door Marc Hollander, toetsenist en oprichter van de avant-garde rockgroep Aksak Maboul. Tegen halverwege de jaren 80 werkte Crammed met diverse artiesten van over de hele wereld. Dit zette het label ertoe aan om de verschillende uitgaven via verschillende sublabels te verspreiden. In 1984 kwam er Made To Measure, gericht op instrumentale en ambient muziek. CramBoy wordt specifiek gebruikt voor de releases van Tuxedomoon en nevenprojecten. In 1986 kwam er het dance-label SSR bij. In de jaren 90 werd onder dit label de Freezone-reeks uitgebracht, onder leiding van DJ Morpheus. Tussen 1994 en 1998 waren er ook sub-labels Language en Selector gewijd aan elektronische muziek. Het sublabel CramWorld voor wereldmuziek werd in 1991 opgericht. In 1998 werd ten slotte Ziriguiboom gecreëerd, met aandacht voor Braziliaanse geluiden. Tegenwoordig wordt het label erkend als een van de belangrijkste bronnen voor nieuwe Braziliaanse muziek. Op dit label verschijnt onder andere werk van Bebel Gilberto.